# Jouko Vuorela
Jouko Vuorela (Helsinki, 26 juli 1963) is een voormalig profvoetballer uit Finland, die speelde als middenvelder gedurende zijn carrière. Hij stond onder meer onder contract bij FinnPa en HJK Helsinki, en beëindigde zijn actieve loopbaan in 1995 bij FC Kontu.

## Interlandcarrière
Vuorela kwam in totaal vijftien keer uit voor de nationale ploeg van Finland in de periode 1987–1992. Hij maakte zijn debuut onder leiding van bondscoach Martti Kuusela op 18 maart 1987 in de vriendschappelijke wedstrijd tegen Polen (3-1 nederlaag) in Rybnik. Hij moest in dat duel na 76 minuten plaatsmaken voor Hannu Turunen.

## Erelijst
HJK Helsinki
- Fins landskampioen

1988, 1990, 1992
- Suomen Cup

1993